# Lochousice
Lochousice település Csehországban, a Észak-plzeňi járásban. Lochousice Honezovice, Kotovice, Kostelec, Ves Touškov és Přehýšov településekkel határos. Lakosainak száma 129 fő (2024. január 1.).

## Népesség
A település lakosságának változását az alábbi diagram mutatja:
| Lakosok száma | 259  | 337  | 312  | 169  | 127  | 103  | 119  | 118  | 111  | 129  |
|               | 1869 | 1900 | 1921 | 1961 | 1980 | 2011 | 2016 | 2019 | 2021 | 2024 |